# Basílica de Santa Maria de Cracòvia
La basílica de Santa Maria de Cracòvia (en polonès: Kościół Mariacki) és una església d'estil gòtic, adjacent a la plaça del mercat principal, a l'antiga capital de Polònia.
Començada el 1355 pels veïns de Cracòvia per rivalitzar amb la catedral de Wawel, la construcció feta de maons va durar tot el segle xiv, amb tres naus i dues torres quadrades que van ser acabades en els anys 1400 i 1406. La més alta (80 m), acaba amb un casc gòtic punxegut i va ser adornada per una corona daurada el 1666. Des de la part superior d'aquesta torre, cada hora un trompetista toca l'Hejnał mariacki, una melodia tradicional polonesa, transmesa al migdia per la ràdio a tot el país. Aquesta tradició es fa per commemorar que, al segle xiii, un trompetista fou abatut per un tret a la gola mentre feia sonar l'alarma abans d'una invasió mongola. Per això, se la coneix com la torre Hejnał. La torre més baixa (69 m), a la qual es va afegir un elm renaixentista al segle xvi, serveix de campanar a l'església.
A la façana principal, hi ha un pòrtic barroc pentagonal dissenyat per Francesco Placidi, construït al segle xviii.
L'interior allotja dues peces de renom esculpides per Veit Stoss: el Retaule de Santa Maria, un altar de fusta políptic de 12 metres de longitud i 11 metres d'alçada que fou tallat entre 1477 i 1489, i un gran crucifix de gres.
S'hi pot veure una placa commemorativa en honor de Joan Pau II, que va ser arquebisbe de la ciutat abans de ser papa.

## Història
Segons el cronista Jan Długosz, la Basílica de Santa Maria a la plaça del Mercat de Cracòvia va ser fundada entre 1221 i 1922 pel Bisbe de Cracòvia, Iwo Odrowąż. L'edifici va ser destruït durant la invasió mongola de Polònia. Entre 1290 i 1300 es va construir una nova església d'estil gòtic primitiu sobre els fonaments restants. Va ser consagrada vint anys després, el 1320.
L'església va ser completament reconstruïda durant el regnat de Casimir III el Gran entre 1355 i 1365, amb contribucions significatives del ric Mikołaj Wierzynek. El presbiteri va ser allargat i s'hi van afegir grans finestres. El cos principal de l’església es va completar entre 1395 i 1397 amb la nova volta construïda pel mestre Nicholas Wernher de Praga. Tanmateix, la volta del presbiteri es va esfondrar el 1442 a causa d’un possible terratrèmol, un fenomen que mai havia succeït abans ni després a Cracòvia.

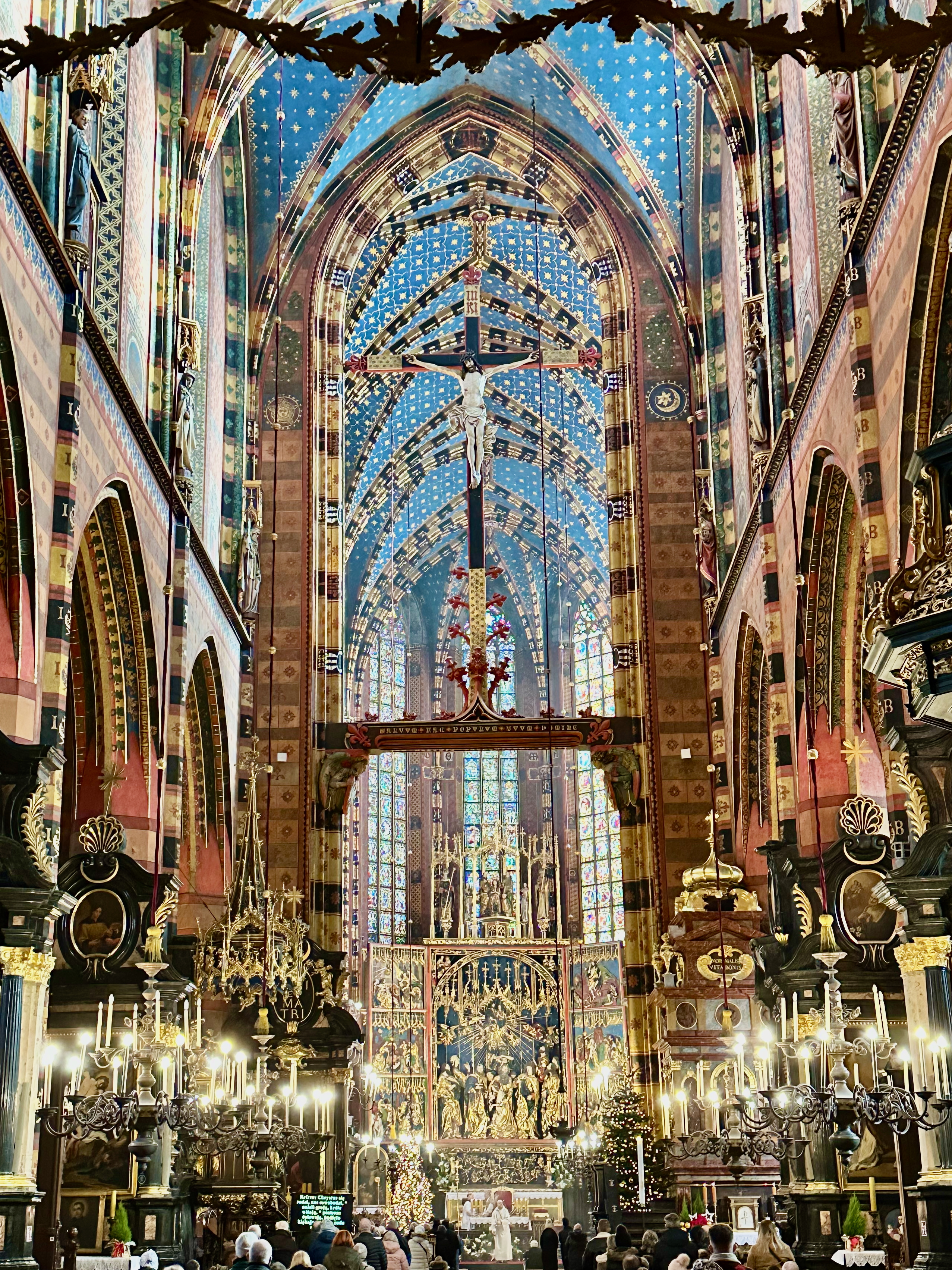
Interior

A la primera meitat del segle XV es van afegir les capelles laterals, la majoria obra del mestre Franciszek Wiechoń. Al mateix temps, es va alçar la torre nord, dissenyada per servir com a torre de vigilància de tota la ciutat. L'any 1478, el fuster Maciej Heringh (o Heringk) va finançar un casc per a la torre. Una corona daurada es va col·locar al cim l'any 1666, i encara es conserva avui dia. A finals del segle xv, l'església de Santa Maria es va enriquir amb una obra mestra escultòrica: el Retaule de Veit Stoss (Ołtarz Mariacki de Wita Stwosza), de disseny gòtic tardà.
El 1536/1537, el rei Segimon I va declarar que les predicacions a l'església s'haurien de fer en polonès en comptes d'alemany. La gran comunitat alemanya de Cracòvia va traslladar el seu lloc de culte a l'església més petita de Santa Bàrbara.

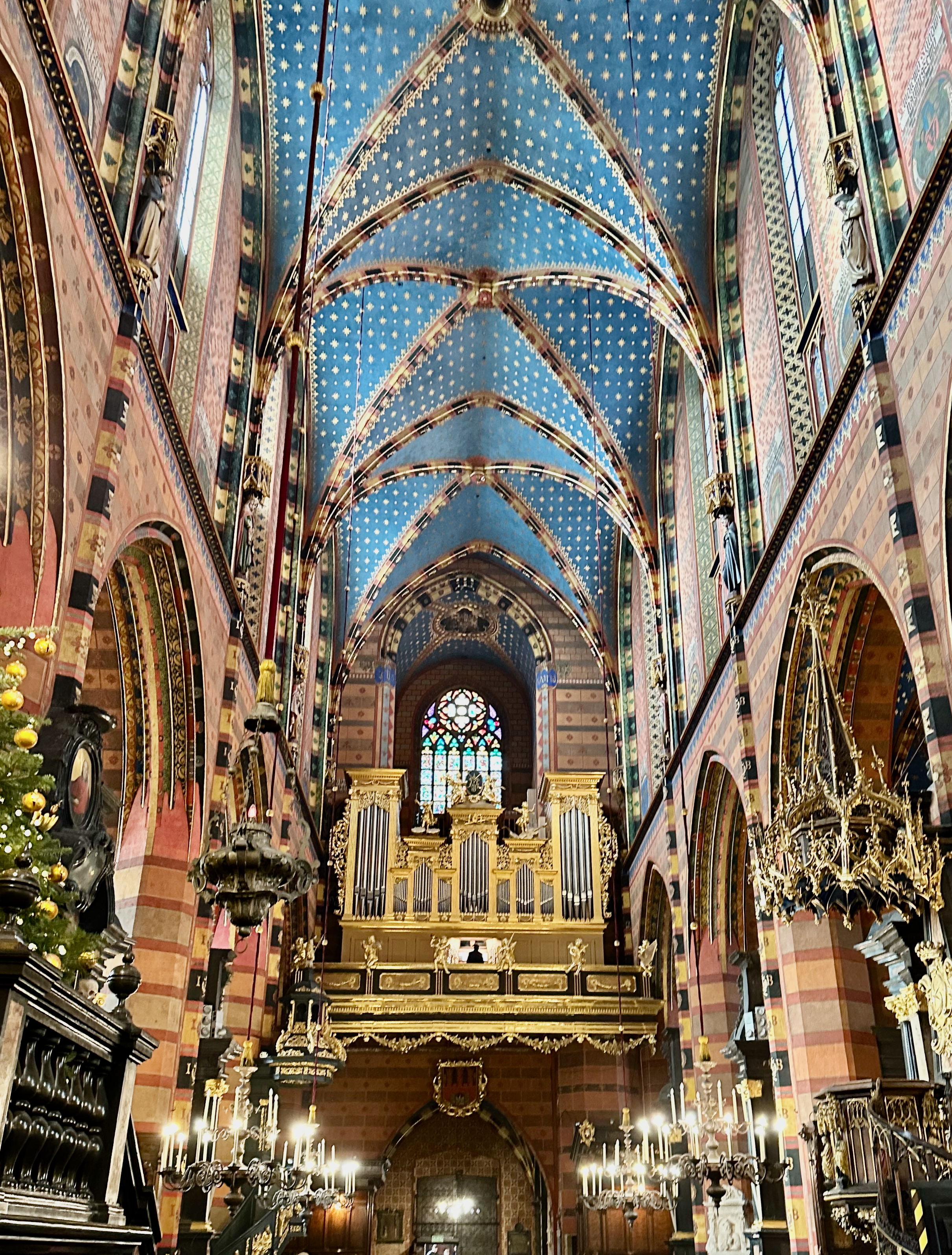
Orgue

Al segle XVIII, per decisió del vicari general Jacek Augustyn Łopacki, l'interior es va reconstruir en estil barroc tardà. L'autor d'aquesta obra va ser Francesco Placidi. Tots els 26 altars, l'equipament, els mobles, els bancs i les pintures van ser reemplaçats, i les parets van ser decorades amb policromia, obra d'Andrzej Radwański. En els anys immediatament anteriors al 1730, el pintor venecià Giambattista Pittoni va pintar cinc retaules per a les capelles laterals de la nau central: L'Anunciació, L'Adoració dels Mags, Madonna i Nen amb Sant Felip Neri, Maria Magdalena, Sant Sebastià.

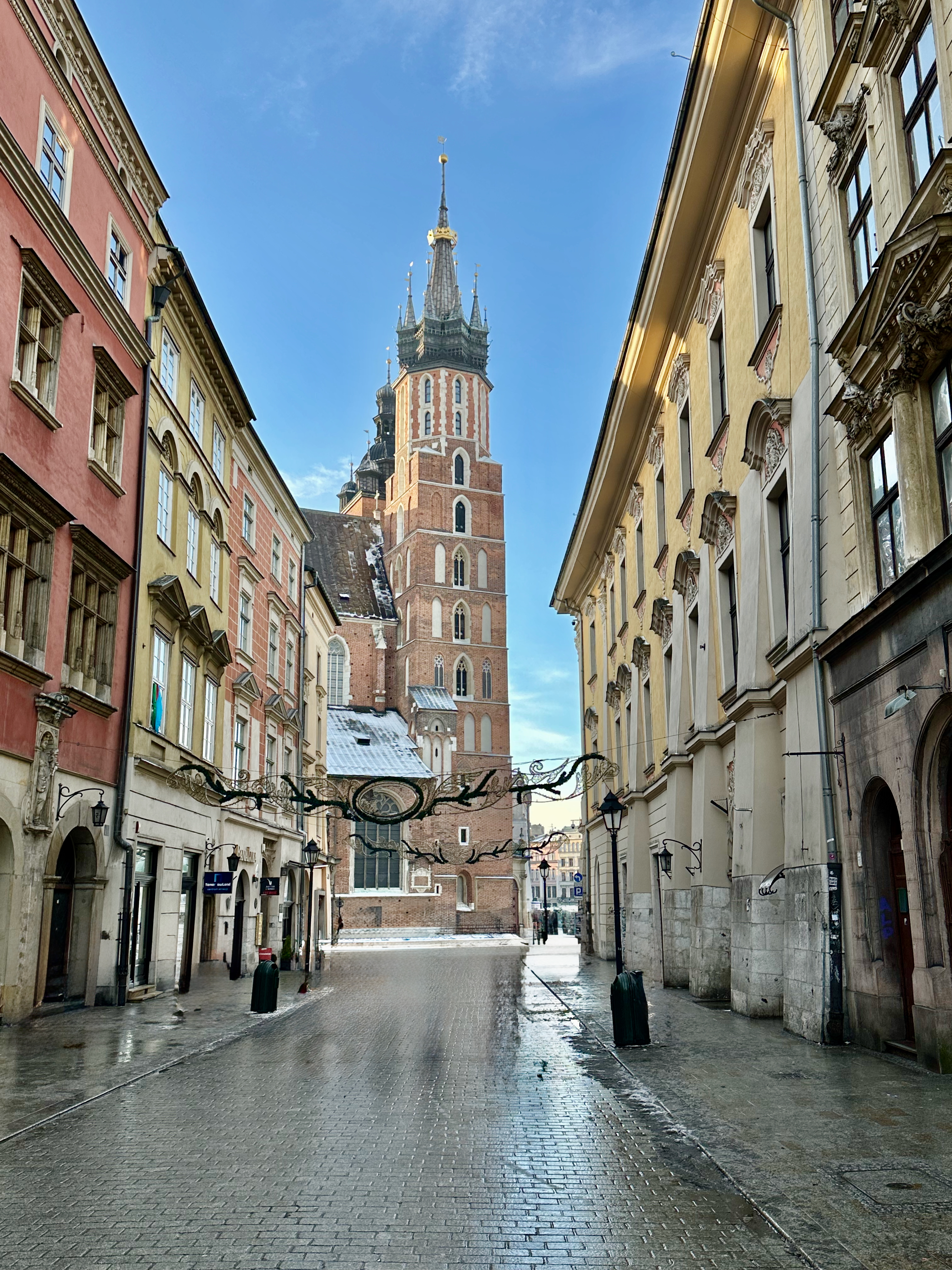
Des del carrer Floriańska

A principis del segle XIX, la ciutat va decidir tancar un cementiri proper a la basílica i substituir-lo per una plaça pública. Avui en dia, es coneix com a Plac Mariacki (Plaça Maria). Entre els anys 1887 i 1891, sota la direcció de Tadeusz Stryjeński, es va introduir el disseny neogòtic a la basílica. El temple va adquirir un nou disseny i murals pintats i finançats per Jan Matejko, qui va treballar amb Stanisław Wyspiański i Józef Mehoffer –els autors dels vitralls del presbiteri.
A la dècada de 1990, es va renovar l'església, amb la substitució de la teulada el 2003.
El 18 d'abril de 2010, a la basílica de Santa Maria, es va celebrar una cerimònia funerària per al president polonès Lech Kaczyński i la seva esposa Maria. Els fèretres van ser posteriorment transportats i enterrats en una de les criptes de la Catedral de Wawel.